# منتخب كوريا تحت 20 سنة لكرة القدم
منتخب كوريا تحت 20 سنة لكرة القدم هو ممثل كوريا الرسمي في المنافسات الدولية في كرة القدم في فئة كرة قدم تحت 20 سنة للرجال
.